# Oskar Fleischer
Oskar Fleischer (Zörbig, 2 novembre 1856 – Berlino, 1933) è stato un musicologo tedesco.

## Biografia
Dopo aver frequentato la scuola secondaria latina presso i francescani di Halle, dal 1878 al 1882 studiò lingue e filosofia antiche e moderne presso l'Università di Halle. Quindi seguì per quattro anni gli insegnamenti di musicologia di Philipp Spitta; nel 1892, alla morte di Spitta, gli succedette come direttore del Musikinstrumenten-Museum di Berlino. Intorno al 1910 riuscì ad acquisire dal museo di Berlino l'importante collezione di vecchi strumenti raccolti dal collezionista César Snoeck, raddoppiando così l'importanza delle collezioni del Musikinstrumenten-Museum. Nel 1919, la direzione del museo fu rilevata da Curt Sachs.
Nel 1888 diventò direttore della Collezione Reale di Strumenti Musicali presso l'Accademia di Musica.
Dal 1895 fino al 1925 lavorò come professore associato di musicologia presso la Università Humboldt di Berlino di Berlino. 
Tra i suoi più famosi allievi possiamo includere lo studioso Hermann Abert, Padre Komitas e il suo successore Curt Sachs
Nel 1899 è stato co-fondatore della Società Internazionale di Musica (Internationale Musikgesellschaft), oltreché curatore delle sue pubblicazioni ufficiali e dei convegni musicali.
La sua principale attività di ricerca non era tanto dedicata agli strumenti musicali, quanto piuttosto allo studio della musica e dei canti greci medievali e antichi. 
Dal 1910 insegnò alla scuola di musica Hochschule fur M. di Berlino.
Dopo la sua morte, trovò la sua ultima dimora nel cimitero sudoccidentale di Stahnsdorf.
Nella sua città natale, Zörbig, una strada porta il suo nome.
Tra le sue pubblicazioni, annoveriamo: Denis Gaultier, Neumen Studien, biografia di Mozart, di Bach, di Händel, di Gluck, di Beethoven.

## Pubblicazioni

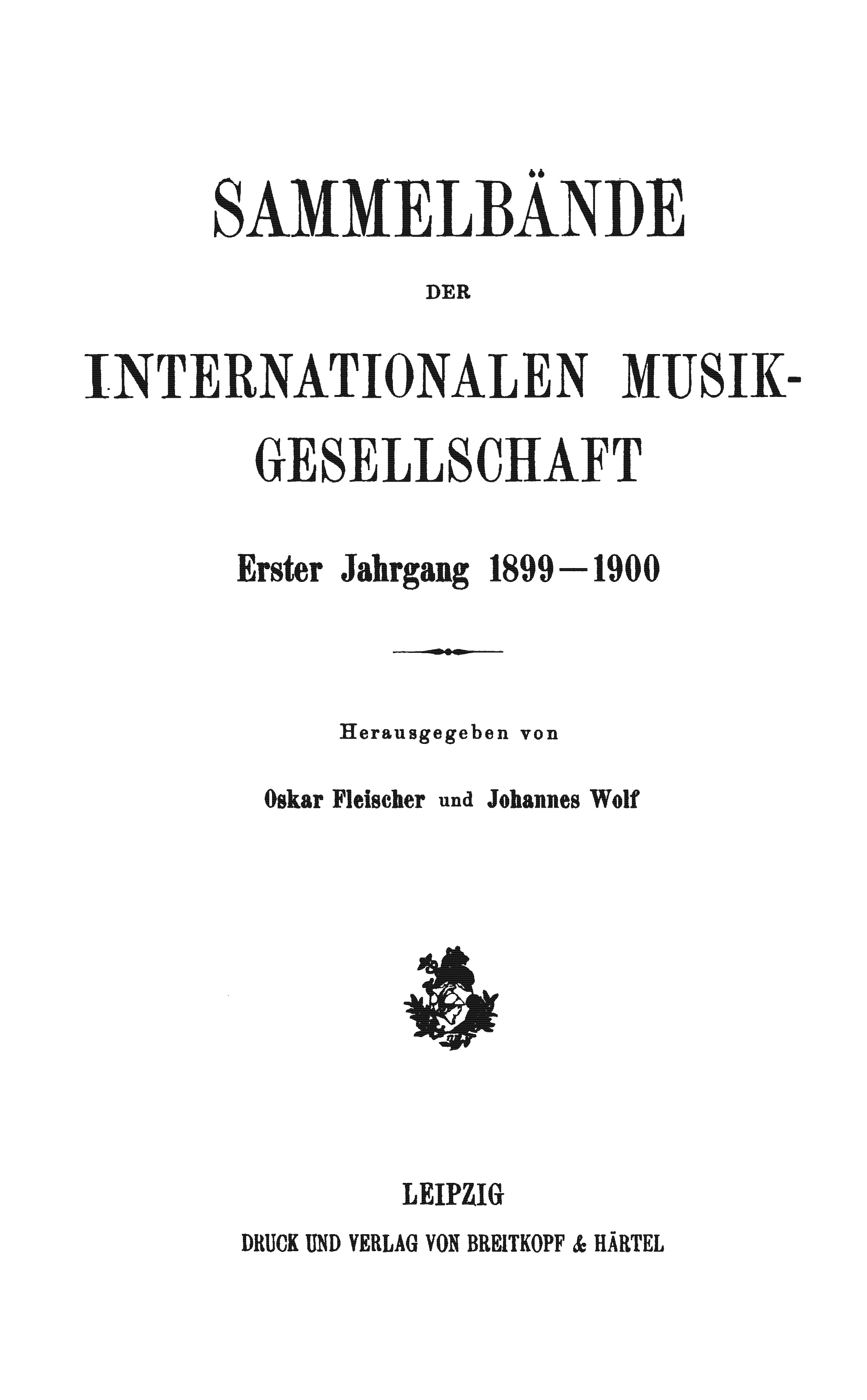
Pubblicazione di Oskar Fleischer

- Das Accentuationssystem Notkers in seinem Boethius, Halle, 1882;
- Denis Gaulthier, in: VfMw 2, 1886;
- Neumenstudien. Abhandlungen über mittelalterliche Gesangs-Tonschriften, 3 vol., vol.1 Lipsia 1895, vol.2 Lipsia 1897, vol.3 Berlino 1904;
- Königliche Hochschule für Musik zu Berlin. Führer durch die Sammlung Alter Musikinstrumente,, Berlino, 1892;
- Die Bedeutung der internationalen Musik- und Theaterausstellung in Wien für Kunst und Wissenschaft der Musik, Lipsia, 1894;
- Die Reste der altgriechischen Tonkunst, Lipsia, 1899;
- C.F. Weitzmann: Geschichte der Klaviermusik, Lipsia, 1899;
- Mozart, Berlino, 1900;
- Führer durch die Bach-Ausstellung im Festsaale des Berliner Rathauses,, Berlino, 1901;
- Zur Phonophotographie. Eine Abwehr, Berlin, 1904;
- Musikalische Bilder aus Deutschlands Vergangenheit, Berlino, 1913;
- Vom Kriege gegen die deutsche Kultur - ein Beitrag zur Selbsterkenntnis des deutschen Volkes, Berlino, 1915;
- Eine astronomisch-musikalische Zeichen-Schrift in neolithischer Zeit, Berlino, 1915;
- Die germanischen Neumen als Schlüssel zum altchristlichen und gregorianischen Gesang, Francoforte sul Meno, 1923;
- Vor- und frühgeschichtliche Urgründe des Volkslieds., in Die Sonne. Monatsschrift für nordische Weltanschauung und Lebensgestaltung 5, 1928.